# Zgaga
Zgaga (łac. pyrosis) – objaw chorobowy polegający na uczuciu bolesnego pieczenia, które chory lokalizuje za mostkiem, zwykle opisywane jako „palenie w przełyku”. 
Przyczyną tego objawu jest cofanie się kwaśnego soku żołądkowego (tzw. refluks żołądkowo-przełykowy) z żołądka przez dolny zwieracz przewodu pokarmowego z powrotem do przełyku, wbrew kierunkowi fal perystaltycznych. Dolegliwości odczuwane są najczęściej pośrodku klatki piersiowej oraz w nadbrzuszu, ale w skrajnej postaci ból może promieniować do szyi, gardła, krtani, kąta żuchwy, a nawet bocznych części klatki. Refluks może być niekiedy podłożem występowania napadów astmatycznych i dolegliwości laryngologicznych (na przykład przewlekłego kaszlu).

## Etiopatogeneza
Prawidłowo działający dolny zwieracz przełyku zapobiega zarzucaniu, kurcząc się i odcinając drogę powrotną pokarmowi. Do zarzucania będzie dochodzić przy niewydolności tego zwieracza. Niewydolność zwieracza może wynikać ze zbyt częstej jego relaksacji. Zgaga jako objaw często występuje w chorobie refluksowej przełyku i przepuklinie rozworu przełykowego przepony.
Pokarmy, napoje i inne przyczyny, które mogą wywoływać zgagę:
- kawa (istnieje jednak kawa niskodrażniąca, która nie powoduje zgagi), herbata, cola i inne zawierające kofeinę napoje gazowane (kofeina wykazuje działanie podobne do histaminy, która zwiększa wydzielanie żołądkowe)
- czekolada i orzeszki ziemne
- owoce cytrusowe i soki (powodują zakwaszenie) oraz pomidory i mięta
- ostre przyprawy i tłuste jedzenie (tłuste pokarmy powodują zwiększenie wydzielania cholecytokininy, która zmniejsza ciśnienie w dolnym zwieraczu przełyku)
- ciąża. Zgaga w początkowym okresie ciąży wiąże się ze zmianami hormonalnymi; wskutek działania progesteronu rozluźniają się mięśnie przewodu pokarmowego, w tym odgrywający kluczową rolę przy powstawaniu zgagi dolny zwieracz przełyku. Zgaga pojawiająca się w późniejszych miesiącach ciąży to natomiast efekt powiększania się macicy. Uciska ona na żołądek, co powoduje wypychanie z niego treści pokarmowej do przełyku.

## Rozpoznanie
Rozpoznanie zgagi, a także choroby refluksowej przełyku, stawiane jest zwykle tylko na podstawie danych z wywiadu chorobowego.
Gdy obraz kliniczny jest niejasny, można wykonać odpowiednie badania, które pozwolą potwierdzić diagnozę lub wykluczyć inne zaburzenia. Do badań potwierdzających zaliczamy:
- 24-godzinną pH-metrię („złoty standard”)
- badanie endoskopowe
- manometrię przełyku
- biopsję
- zdjęcie RTG z kontrastem.

## Leczenie

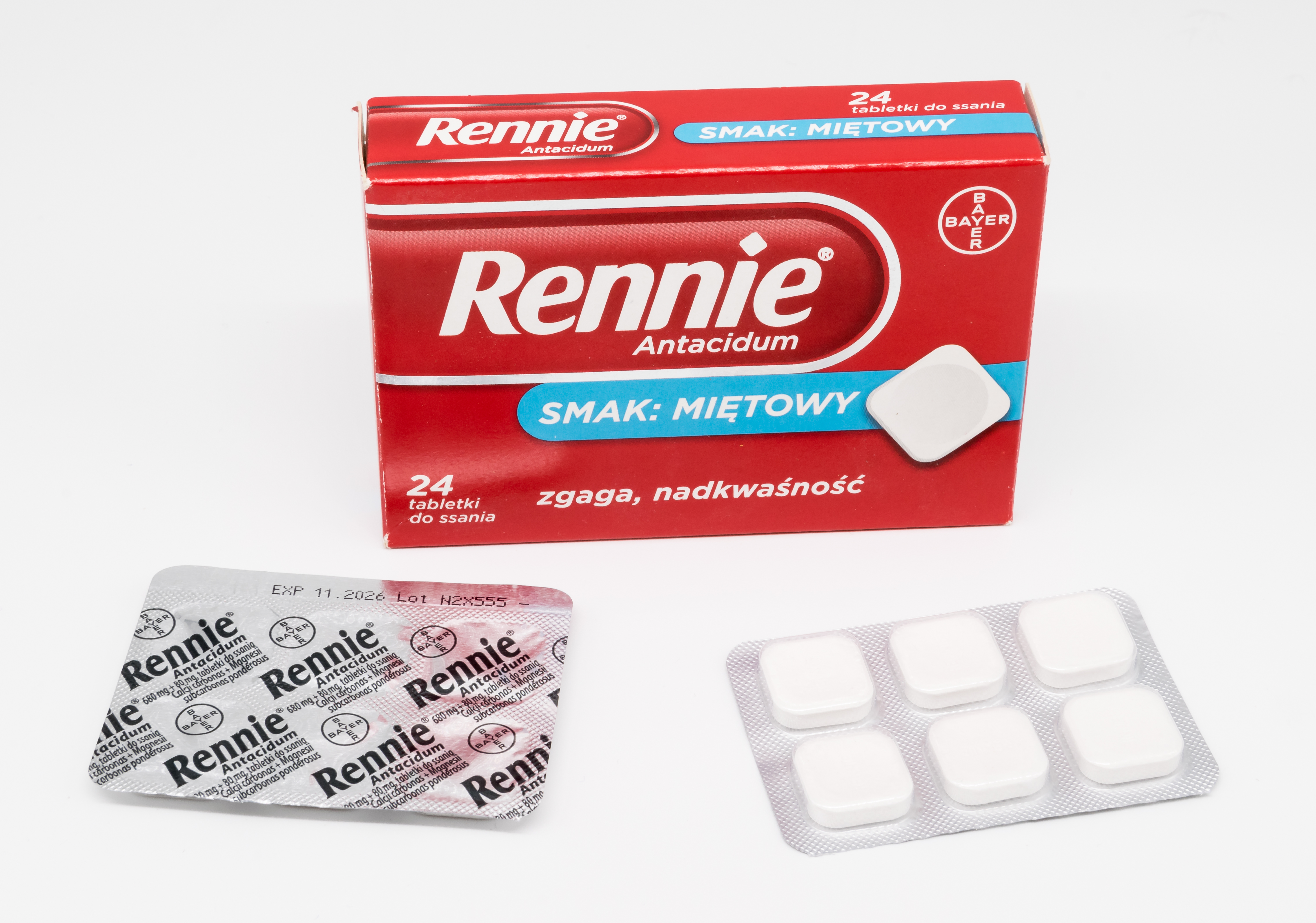
Lek Rennie Antacidum stosowany w leczeniu zgagi

W jednej z metaanaliz wykazano, że uniesienie głowy w pozycji leżącej skutecznie zapobiega zgadze, chociaż dowody na to pochodzą tylko z badań bez randomizacji. Najczęściej doradza się unikania pewnych rodzajów pokarmów przed zaśnięciem, aby uniknąć wywoływania występowania napadów zgagi. W leczeniu farmakologicznym stosuje się: leki zobojętniające kwaśną treść żołądkową o szybkim, lecz krótkotrwałym działaniu (tabletki lub zawiesinę trzeba stosować kilka razy dziennie), leki z grupy antagonistów receptorów H2 (np. famotydyna i ranitydyna, działające po około 30 minutach, do 12 godzin) oraz leki z grupy inhibitorów pompy protonowej (m.in. pantoprazol, omeprazol). Restrykcje w diecie mają istotne, ale mniejsze znaczenie. Około 90-95% osób cierpiących na zgagę lub inne zaburzenia przełykowe łączy wystąpienie dolegliwości z przyjmowaniem określonych pokarmów. Należy więc stosować taką dietę, która zapobiega występowaniu napadów zgagi.
Picie mleka, choć przynosi chwilową ulgę, stymuluje żołądek do produkcji jeszcze większej ilości kwasu.